# 줄리아 그랜트
줄리아 그랜트(Julia Grant, 1826년 1월 26일 ~ 1902년 12월 14일)는 미국의 대통령을 지냈던 예비역 미국 육군 장성 율리시스 S. 그랜트의 부인이다.
| 전임 엘리자 존슨 | 제18대 미국의 대통령 배우자 1869년 3월 4일 ~ 1877년 3월 4일 | 후임 루시 헤이스 |